# 中世ギリシア語
中世ギリシア語（Medieval Greek）は5～6世紀の古典古代の終わりから中世の終わり（1453年のオスマントルコによる征服）までの間のギリシア語の区分である。
7世紀以降から、ギリシア語は東ローマ帝国（ビザンツ帝国）の唯一の政治行政語であったので、この時代のギリシア語を「ビザンツ・ギリシア語」とも言う。中世ギリシア語の研究と文献はビザンツ帝国の研究から派生しており、ビザンツ帝国の歴史と文化の研究である。
中世ギリシア語の始まりは4世紀初め（紀元後330年）に遡る。この年ローマ帝国ではコンスタンティヌス1世がコンスタンティノープルを首都とし、紀元後395年には、ローマ帝国が分裂した。ただし、このアプローチは、文化的および言語的な発展ではなく、政治的な発展に主眼を置いているため、かなり恣意的である。 実際は、この時までに、話し言葉、特に発音は、すでに現代の形に至っていた。
アレキサンドロス大王の征服とそれに続くヘレニズム時代により、ギリシア語はアナトリアと東地中海全域の人々に広がり、話し言葉としての発音と構造に変化した（俗語化）。中世ギリシア語は、コイネーギリシア語として知られるこの俗語と、現代ギリシア語との中間的位置づけにある。ビザンツ帝国のギリシア語文学は依然としてアッティカ方言の影響を強く受けていたが、新約聖書の言語でありギリシャ正教の典礼言語であるコイネーギリシア語の影響も受けていた。